# 阿尔泽特河
阿尔泽特河（法语）位于法国和卢森堡境内，发源于法国默尔特-摩泽尔省蒂勒，最终在卢森堡埃特尔布吕克附近注入绍尔河，全长73公里。
阿尔泽特河流经的主要城镇有：阿尔泽特河畔埃施、卢森堡城、施泰因瑟尔和梅尔施。